# Qwiki
QwikiとはウェブスクレイピングソフトウェアアプリケーションでWorld Wide Web上で探した情報からインタラクティブかつオンザフライにマルチメディアプレゼンテーションを構築する。Qwikiのフォーカスドクローラーはウィキペディアを含めたいくつかのウェブサイトからテキストや写真を収集する。共同設立者はルイス・モニエル（AltaVistaという検索エンジンの創設者）とダグ・インブルース。また、Qwikiの技術はBingやABCnews.comが使用している。

## 概要
Qwikiは2010年、TechCrunch Disrupt Awardで優勝した後、アルファテストモードを2011年1月24日に公開した。
2011年1月、QwikiはFacebookの共同設立者であるエドゥアルド・サベリンからのシリーズA投資で800万ドル増資した。他の出資者にはYouTube共同設立者のジョード・カリム、ジュピター・ネットワークス共同設立者のプラディープ・シンドゥがおり、機関投資家にもレラー・メディア・ベンチャーズ、タグボート・ベンチャーズ、コンツアー・ベンチャー・パートナーズがいる。個人投資家のシンジケートはニューヨーク市にあるフェリックス・インベストメンツが取りまとめている。2011年1月24日、Qwikiはアルファ版として一般公開された。
2011年3月、Qwikiは追加でグルーポンとライトバンクの共同設立者であるブラッド・キーウェルとエリック・レフコスキーから100万ドル調達、総計1050万ドル増資した。
2011年2月、Qwikiはオフィスをベイエリアから大手メディア企業に近いニューヨーク市に移転した。
2011年5月、ABC Newsと提携を結び、ブロガーやオンライン出版社向けの新たなプラットフォームをスタートした。テレビジョンネットワークはABCNews.comとGoodMorningAmerica.comでQwikiの技術を使用することになった。
2011年6月、Bingは自社の検索ページにおいてWikipediaの下にQwikiのビデオを表示することと、ユーザーが検索ページから移動すること無くQwikiを再生できるようにすることを発表した。
Qwikiの将来計画としてユーザーが自身のFacebookやLinkedInのページにリンクすることによって自身に関するQwikiを構築することが考えられている。
このサイトはまた、簡単な方法で製作したコンテンツを共有したり組み込んだりすることが出来る。2011年4月にサービスを利用するためのiPad対応アプリを公開した。このアプリではプレゼンテーションに関連した場所をリンクした特定のポイントにてQwikiの注釈を表示したGoogle マップをブラウズできるウェブバージョンにはない機能が追加された。公開から7週間でQwikiアプリケーションは50万回以上ダウンロードされた。